# Багрійчук (Гончар) Інна Михайлівна
Гончар Інна Михайлівна — (27 січня 1969 року, с. Коболчин Сокирянський район Чернівецька область) — українська поетеса, журналіст. Член НСЖУ. Член НСПУ. Лауреат літературно-мистецької премії імені Ольги Кобилянської (2006), міської літературно-мистецької премії імені Івана Нагірняка (2021).

## Біографія
Інна Гончар (Багрійчук) народилася 27 січня 1969 року в селі Коболчин Сокирянського району Чернівецької області Україна. Закінчила із золотою медаллю середню школу в м. Новодністровськ, педагогічний факультет Кам'янець-Подільського педінституту ім. В. Затонського. Викладала українську мову і літературу, українознавство у школах і гімназії Новодністровська, працювала у бібліотеці цього закладу, згодом кореспондентом і відповідальним редактором друкованого видання «Наша газета. Новодністровськ». Нині - фахівець зі зв’язків з громадськістю філії «Дирекція з будівництва Дністровської ГАЕС» ПрАТ «Укргідроенерго» і водночас кореспондент "Новодністровського радіо" ТРК "На своїй хвилі".
Її поезії та вірші вихованців літературної студії «Струни душі» опубліковані у збірках: «Квіти власної душі» (1999), «На зламі двох віків» (2001), «Зоряні мости» (2002), виданих у редакції чернівецької газети «Крайова освіта».
Вийшли друком власні поетичні збірки: «За пензлем дивовожного митця» (2001), «Душі прозорої каплини» (2006), спільна з місцевим композитором, членом Всеукраїнської асоціації композиторів Михайлом Рожком збірка пісень «Дарунок невидимого птаха» (2006 р.), переклад поеми-казки Миколи Палагути «Про будову і про ГЕС, про звіряток й ліс чудес» (2011 р., російський оригінал датований1979 р.), "Звучить розчулено струна" (2019 р.), "По цю сторону межі" (2021 р.), «Вірші цієї війни» (2023 р.)
Брала участь у записі телепрограм: «Спочатку було слово» (м. Чернівці, 1997, автор і ведуча Парасковія Нечаєва); «Надвечір'я» на Першому національному телеканалі (м. Київ, 2001, ведуча Тамара Щербатюк); «Подіум її життя» (ТРК  "Буковина", м. Чернівці, 2012 р., автор і ведуча Валентина Боднар).
Поезії та публіцистика Інни Гончар друкувалися у всеукраїнських виданнях: «Голос України», «Освіта України», «Слово Просвіти», харківській газеті «Журавлик», у журналах: «Краєзнавство. Географія. Туризм», «Дивослово», «Рідна школа», «Жінка», «Слово і час», у газетах: «Крайова освіта», «Буковинське віче», «Дністрові зорі».

## Відзнаки, нагороди
- Лауреат конкурсу знавців творчості Михайла Івасюка.
- Переможець радіовікторини до 50-річчя Володимира Івасюка.
- Лауреат поетичного конкурсу до 65-річчя утворення Чернівецької області.
- Лауреат літературно-мистецької премії імені Ольги Кобилянської(2006).
- Член Національної спілки журналістів України [НСЖУ] (2008).
- Член Національної спілки письменників України [НСПУ] (2023).
- Член Всеукраїнського товариства «Просвіта» імені Тараса Шевченка.
- Дипломант творчого конкурсу імені Анатолія Масловського «Кращі публікації газети „Буковина“» (2018)
- Володарка медалі «За вірність заповітам Кобзаря» Всеукраїнського обʼєднання «Країна» (2018).
- Володарка медалі «Хрест громадянських заслуг» Всеукраїнського обʼєднання «Країна» (2023).
- Володарка премії Хмельницького видавництва книг «Лілія» у номінації «Вибір видавця – вересень 2018». [Архівовано 15 січня 2019 у Wayback Machine.]
- Лауреат міської літературно-мистецької (м. Новодністровськ, Чернівецької обл.) премії імені Івана Нагірняка (2021).
- Володарка грамоти Міністерства оборони України (за збірку «Вірші цієї війни»), (2023).
- Лауреатка обласної (м. Чернівці) премії імені Дмитра Загула (за збірку «Вірші цієї війни»)(2024).